# AndLinux
andLinux — емулятор, що запускає Linux безпосередньо в Windows.
andLinux — є повноцінною системою Ubuntu Linux, яка може бути запущена в системі Windows (2000, XP, 2003, Vista, 7; лише 32-бітні версії). Т.ч. вирішується проблема запуску Linux-програм в Windows без використання спеціальних програм емуляції або віртуальних машин.
Портування ядра Linux в Windows відбувається за допомогою CoLinux. Основою для andLinux служить Ubuntu 6.10 з оболонкою Xfce.
За допомогою менеджера пакунків Synaptic можливе оновлення системи, встановлення або видалення програм.
Обмін даними між системами відбувається через спеціально відведений для цього розділ. За обіцянками розробників в лінукс-застосунках не повинні виникати проблеми зі звуком.
andLinux працює в Windows 2000, XP, 2003, Vista, 7 та дозволяє запуск скриптів bash.
Що має andlinux:
1. Повнофункціональна система Linux на базі оболонки Windows.
2. Друга панель (як вгорі у Windows) або аналог кнопки «Пуск» (у системному треї поруч з годинником), звідки Ви можете запускати Linux-програми.
3. Програми Linux і Windows можуть існувати спільно. Ви можете вирізати текст з однієї програми і вставляти його в іншу.
4. apt / Synaptic встановлення програм.

Чого поки не має andlinux:
1. Іншої оболонки.
2. Програм, які зазвичай є в Linux дистрибутивах (Ви маєте самі їх ставити).
3. Драйвера принтера.
4. Існують проблеми з деякими драйверами.